# Kuchnia karaibska

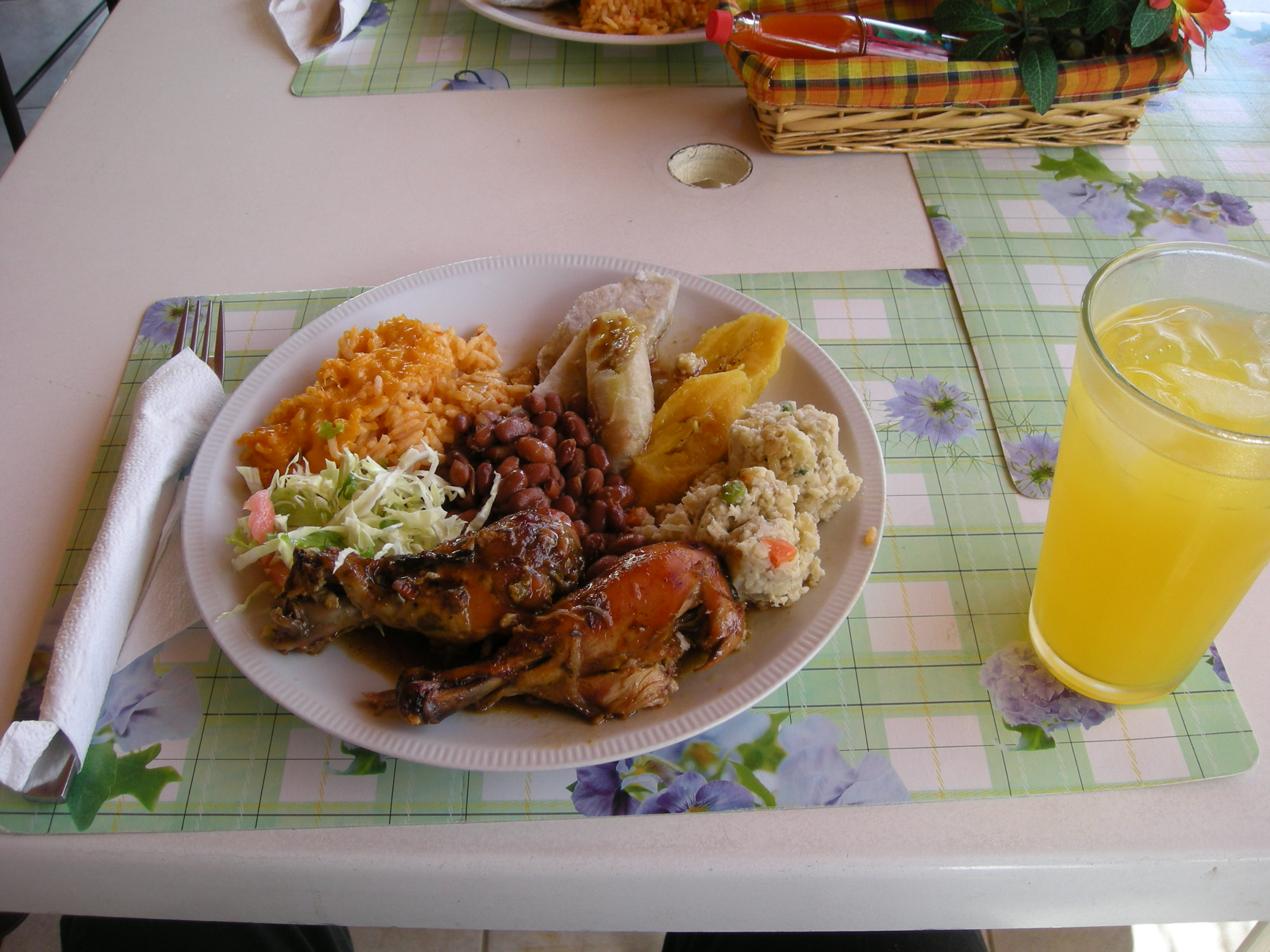
Lunch na Dominice

Kuchnia karaibska – zbiorcze określenie tradycji kulinarnych wysp Morza Karaibskiego, powstałych w wyniku fuzji kuchni indiańskiej tego obszaru z tradycjami europejskimi i afrykańskimi, dodatkowo wzbogaconych przez przybyszy z Chin i Indii. Pomimo wielu elementów wspólnych każda wyspa wykształciła własny styl przyrządzania potraw. Typowe jest dodawanie owoców i mleczka kokosowego do potraw mięsnych.

## Podstawowe składniki
Podstawą pożywienia jest sprowadzany z Azji ryż, pochodzący z Afryki maniok, bardzo popularne są miejscowe ryby i owoce morza, obejmujące również ślimaki morskie. Typowe warzywa to bataty i banany, których niektóre odmiany używane są jedynie do gotowania i smażenia. Powszechnie wykorzystywane są rośliny strączkowe. Z mięs najbardziej powszechna jest wieprzowina i kurczaki.

## Przyprawy
Do najbardziej popularnych przypraw należy chili, liście kolendry cilantro, gałka muszkatołowa i imbir.

## Typowe potrawy
- accras de morue – kulki z dorsza
- bluff – potrawa z ryb
- boudin créole – pikantne kiełbaski
- catibia – pierożki z mąki maniokowej, nadziewane mielonym mięsem
- conch - morskie ślimaki
- jerk – marynowane mięsa
- moros y cristianos – ryż z fasolą

## Napoje
Obszar Karaibów słynie z koktajli i likierów, najczęściej sporządzanych na bazie lokalnego rumu, z dodatkiem soku owoców tropikalnych:
- curaçao
- daiquiri
- malibu
- mojito
- piña colada